# Золтан Стибер
Золтан Стибер (мађ. Stieber Zoltán; Шарвар, 16. октобар 1988) је мађарски професионални фудбалер који игра на позицији крилног или нападачког везног за МТК Будимпешта. 

## Каријера
Након што је провео време у неколико мађарских омладинских тимова, Стибер је отишао за Енглеску и тамо провео четири године у академији премијерлигашке Астон Виле пре него што се преселио у Немачку где је напредовао у лигашком систему. Постао је редовни репрезентативац Мађарске, укључујући и учешће са мађарском репрезентацијом на финалном турниру Еура 2016.

### Енглеска
Золтан је потписао свој први професионални уговор са Астон Вилом 4. јануара 2007. године. За Вилу није играо утакмице за главни тим, али је успешно играо за клупску академију, постигао је много голова и увек био на ивици главног и резервног тима. Да би одржао тон игре, чак је отишао на позајмицу у Јовил Таун.

### Немачка
После сезоне 2008/09. био је у сфери интересовања енглеских клубова Блекпул и Норич Сити. Ипак, одлучио је да оде у немачку Другу Бундеслигу у клуб из Кобленца. Са овим клубом је потписао уговор на 2,5 године. Дебитовао је 30. јануара 2009. у мечу против Рот-Вајс Оберхаузена. Утакмица, у којој је Стибер ушао као замена у 64. минуту, завршена је нерешеним резултатом 0 : 0.
Дана 26. марта 2010. потписао је двогодишњи уговор са клубом Алеманија из Ахена.
Дана 22. марта 2011. потписао је уговор са клубом Мајнц 05.
Дана 21. јуна 2012. прешао је у клуб Гројтер Фирт који је те године ушао ушао у Бундеслигу.
Дана 26. маја 2014. Стибер је прешао у Хамбург, потписавши уговор до 2017. године.
Дана 18. јануара 2016. Стибер је позајмљен Нирнбергу до краја сезоне уз опцију куповине. Већ 12. августа 2016. године објављено је да Стибер прелази у Кајзерслаутерн, потписујући трогодишњи уговор са клубом.

### Сједињене Државе
Дана 9. августа 2017. Стибер је прешао у МЛС клуб Ди-Си јунајтед. У америчкој лиги је дебитовао 26. августа 2017. у мечу против Њу Ингланд Револушнаref>„Анализа утакмице | #DCvNE”. D.C. United (на језику: енглески). 26. 8. 2017. Архивирано из оригинала 2020-11-22. г. Приступљено 2020-11-22.</ref>. Дана 27. септембра 2017. у мечу против Њујорк Ред Булса постигао је свој први МЛС гол. Дана 26. јула 2019. Стибер је споразумно раскинуо уговор са Ди-Си јунајтедом.

### Мађарска
Дана 22. августа 2019. године Стибер је потписао уговор са клубом из Залаегершега на период од годину дана.
Дана 14. јула 2020. браћа Золтан и Андраш Стибер су приступили клубу Ујпешт, чији су били ученици.
Дана 25. јануара 2022. године потписао је за МТК где се и тренутно налази.

### Репрезентација
Стибер је за репрезентацију Мађарске, осим у А репрезентацији, играо у репрезентацијама млађих категорија У19, У20 и У21.
Шандор Егервари је 8. маја 2011. посматрао Стибера на шампионату Бундеслиге II Диследорф-Ахен  и именовао га је у сениорску репрезентацију да игра у квалификацијама за ЕП 2016. против Шведске и Молдавије које су игране на стадиону Пушкаш Ференц. Ушао је као замена у мечу против Швеђана, који је завршен победом Мађарске од 2 : 1. Дана 6. маја 2015. постигао је први гол за репрезентацију у пријатељској утакмици против Литванаца. У 15. минуту меча добијеног резултатом 4 : 0, Стибер је закренуо лопту у горњи десни угао, са шеснаестерца и тако довео до вођства мађарску репрезентацију. Недељу дана касније, у 82. минуту против фудбалске репрезентације Финске, Никлас Мојсандер је главом одбио слободан ударац мађарског играча Тежера, а онда је Стибер левом ногом са 15 метара шутирао у горњи леви угао и тим голом обезбедио победу своје репрезентације од 1 : 0. Учествовао је и на Европском првенству у фудбалу 2016. Ушао је као замена у првој утакмици у групи против Аустријанаца (2 : 0) и поставио коначан резултат.

## Достигнућа
Ујпешт:
- Куп Мађарске у фудбалу: 
  - победник: 2020/21